# Confession de foi calviniste de 1537

La Confession de foi calviniste de 1537 est une confession de foi comprenant vingt-et-un articles écrits conjointement par Guillaume Farel et Jean Calvin en 1537, afin de finir d'organiser l'Église réformée genevoise. Accordant beaucoup d'autorité au corps pastoral, cette confession de foi a suscité une vive résistance, au contraire des « articles » de 1536, un peu moins ambitieux, qui avaient été facilement approuvés par le Conseil. 

## La volonté d'organisation de Calvin

### Arrivée de Calvin à Genève
En juillet 1536, le jeune Jean Calvin (il a 27 ans), de passage à Genève, est convaincu par Guillaume Farel (de 20 ans son aîné) de rester à Genève pour l'aider à y établir la Réforme sur les plans spirituel et institutionnel, sachant que la ville est passée du côté protestant de manière nominale pour des raisons purement politiques, à savoir d'obtenir son indépendance de la Savoie en s'appuyant sur une alliance avec Berne. En novembre 1536, Calvin participe au tout premier « colloque » des pasteurs de la ville et des environs. En décembre, Farel présente au Conseil les « Articles pour l'unité de la ville et afin d'unir les citoyens dans la foi en Christ » qui lui avaient été commandés par le Conseil en mai et dont le texte ne nous est pas parvenu. Une nouvelle version des Articles est lue au Petit Conseil de la ville en janvier 1537. Bien qu'il soit spécifié qu'ils sont "donnés par maître Guillaume Farel et autres prédicants", on y reconnaît sans ambiguïté le style et les idées de Calvin.

### Les «articles»
Les principaux points de ces articles sont les suivants :
- célébration mensuelle de la cène (ou « communion ») : tout en la souhaitant à chaque culte, cette fréquence mensuelle est proposée en raison de « l'infirmité du peuple ». La volonté de ne pas souiller le sacrement par la participation de gens de mauvaise vie conduit à proposer en même temps un pouvoir de police ecclésiastique avec une gradation de sanctions : admonestation et suspension de la sainte-cène (ce qui ne dispense pas d'aller aux offices pour y être instruit) dans un premier temps, puis excommunication, puis remise aux autorités civiles pour des sanctions pénales, souvent le bannissement.
- institution du chant des psaumes, à condition que tout se fasse « sans aucun désordre  » ;
- institution d'une commission matrimoniale composée de juges et de pasteurs ;
- introduction d'un catéchisme pour instruire les enfants des choses de la foi.

Le Conseil des Deux-Cents accepte ces articles sans difficulté. Calvin et Farel, encouragés par ce succès, commencent aussitôt à rédiger une "confession de foi".

## La Confession de foi de 1537
La première version connue de la confession de foi de Genève est l'"Instruction et confession de foi dont on use dans l’Église de Genève", dont le texte est communiqué en février 1537 lors d'un colloque tenu à Lausanne. Ce sont vingt-et-un articles qui exposent les principes de la Réforme, sans questions ni réponses, inspiré du Grand catéchisme de Luther mais dont le contenu est incontestablement calvinien. En avril 1537, ils sont édités sous le titre  « confession de foi laquelle tous les bourgeois et habitants de Genève et sujets du pays doivent jurer de garder et tenir ». Ils reflètent une idée fondamentale de Calvin : l'Église doit être une communauté de fidèles qui s'y engagent de leur propre gré. C'est pourquoi Farel et lui veulent faire signer ces articles aux citoyens et bourgeois genevois. Afin de vérifier « qui souhaite se rallier à l’Évangile et qui préfère appartenir au règne du pape plutôt que d’appartenir au règne du Christ ». 

### Le contenu de la confession de foi
Les articles de la confession de foi sont présentés ci-dessous et brièvement résumés. 
- Article I : La parole de Dieu.

Il faut suivre la seule Écriture et non pas la parole des Hommes.
- Article II : Un seul Dieu

Suivant les Écritures, il n'y a qu'un seul Dieu. Adorer une autre créature quelconque est une abomination.
- Article III : Loi de Dieu, seule pour toutes.

Il faut appliquer la loi de Dieu, et régler sa vie en fonction d'Elle.
- Article IV : L'Homme en sa nature.

L'Homme est mauvais, et sa seule chance de rédemption est en la Parole de Dieu.
- Article V : L'Homme en soi damné.

L'Homme ne peut attendre que la colère de Dieu car il est fondamentalement mauvais (ainsi qu'il a été dit dans l'Article IV)
- Article VI : Salut en Jésus.

Nous croyons en Jésus, qui a souffert pour notre rédemption.
- Article VII : Justice en Jésus.

Étant par nature ennemis de Dieu, sujets à sa colère, nous sommes réconciliés avec lui et remis en sa grâce par l'intercession de Jésus-Christ.
- Article VIII : Régénération en Jésus.

Par l'Esprit de Jésus, nous sommes capable d'accomplir des choses bonnes.
- Article IX : Rémission des péchés toujours nécessaires aux fidèles.

Bien que régénérés par Jésus, nous restons plein de défauts. Jusqu'à notre mort nous nous devons de chercher la rédemption en Dieu.
- Article X : Tout notre bien en la grâce de Dieu.

Nous recevons tous les bienfaits de Dieu par sa seule clémence et miséricorde, sans aucune considération de notre dignité ou mérite de nos œuvres, auxquelles n'est due aucune rétribution que de confusion éternelle.
- Article XI : Foi.

Nous croyons aux promesses de l'Évangile et à Jésus-Christ.
- Article XII : Invocation de Dieu seul et intercession du christ.

Nous rejetons l'intersession des Saints entre les Hommes et Dieu, car cela signifie que nous n'avons pas assez confiance en l'intercession de Jésus-Christ.
- Article XIII : Oraison intelligible.

Il faut apprendre la prière "Notre Père, qui êtes aux cieux..."
- Article XIV : Sacrements.

Il n'y a que deux sacrements : le baptême et la communion (la cène).
- Article XV : Baptême.

Le baptême est le signe que Dieu accepte de recevoir le baptisé parmi ses moutons, ses enfants.
- Article XVI: La Sainte Cène.

La Sainte Cène est une communion avec Dieu qui nous rappelle le sacrifice de Jésus son Fils.
- Article XVII : Tradition humaine.

Les articles sont faits pour entretenir paix et honnêteté.
- Article XVIII : Église.

Les églises sont des endroits gouvernés par la juste parole de Dieu,
- Article XIX : Excommunication.

Ceux qui commettent des sacrilèges et souillent la parole de Dieu doivent être excommuniés jusqu'à repentance.
- Article XX : Ministre de la Parole.

Les pasteurs n'ont d'autres rôles que d'administrer la parole de Dieu.
- Article XXI : Magistrats.

Nous nous devons d'obéir aux magistrats, car ils sont lieutenants de Dieu.

## Réception

### Les réactions
Cette confession de foi, au contraire des articles qui l'avaient précédée, suscite de vives résistances. Il faut dire que, si les articles prenaient soin de préciser le droit d'intervention du magistrat dans les affaires ecclésiastiques, la confession de foi n'en fait plus mention. Elle semble restreindre le domaine régalien à la défense des affligés et des innocents et à la punition des délinquants, instituant de facto une sorte de "presbytérocratie" à laquelle il est demandé à tous les citoyens de souscrire. La plupart des citoyens refusent de signer, souvent parce qu’ils craignent le retour d'une autorité ecclésiastique à laquelle ils n'étaient plus soumis depuis longtemps en raison du relâchement général du clergé catholique. Le Conseil est contre, car il craint d’être dépouillé d’une partie de son pouvoir en reconnaissant à l’Église le droit d’exercer la discipline et il tient à se réserver la surveillance des mœurs publiques.

### La crise et l'exil de Calvin et de Farel
En 1537 le parti qui soutenait Farel et Calvin avait remporté les élections et le Petit Conseil avait donc décidé de faire appliquer la confession de foi par tous. En septembre et en novembre, il est même décidé de recourir à la contrainte ou en tous cas à la menace : les dizeniers (chefs de quartier) sont chargés de faire venir la population à la cathédrale Saint-Pierre pour y jurer fidélité à la confession de foi. En janvier 1538, Calvin et Farel avertissent qu'ils comptent refuser la communion de janvier à "ceux qu'ils savent "désunis", c'est-à-dire "non-jureurs", ce à quoi le Petit Conseil s'oppose, n'admettant pas que l'on refuse la cène à quiconque. Le mois suivant, ce sont les opposants à Farel et Calvin, le parti des "vieux-Genevois", qui remporte les élections et qui commence à agir, çà et là, contre l'influence excessive des "Français", notamment en adoptant les usages de Berne qui, sur fond de polémique théologique, ne pratiquent pas la suspension de la cène. À Pâques, Farel et Calvin, bravant les instructions du Conseil, refusent de distribuer la communion, tout en affirmant qu'ils ne sont pas opposés aux usages de Berne mais qu'ils ne veulent pas risquer de profaner "un aussi saint mystère". La sanction ne se fait pas attendre : ils sont bannis de Genève le 23 avril 1538.